# Eufémie de Ross
Eufémie de Ross († 1386) byla druhou manželkou Roberta II. Skotského. Byla dcerou Aodha, hraběte z Ross, a Markéty de Graham.
Jejím prvním manželem byl John Randolph, 3. hrabě z Moray. Manželství bylo bezdětné a její manžel zemřel v roce 1346. Vdovou pak zůstala devět let.
2. května 1355 se Eufémie provdala za Roberta Stewarta, syna nejvyššího správce Skotska. Zdá se, že manželé byli nějakým způsobem spříznění, protože byla třeba dispens papeže Inocence VI., aby manželství uznala římskokatolická církev. Toto příbuzenství však nebylo vyjasněno.
Eufémie a Robert měli pět dětí:
- David Stewart, hrabě z Caithness († před 1389)
- Walter Stewart, hrabě z Atholl († 1437)
- Markéta Stewartová
- Alžběta Stewartová, hraběnka z Crawfordu
- Egidia Stewartová

Robert se v roce 1371 stal nástupcem svého bezdětného strýce Davida II. Eufémie pak byla královnou patnáct let, až do své smrti v roce 1386.